# Arieșeni
Arieșeni (in ungherese Aranyoslápos,  in tedesco Leppusch), è un comune della Romania di 1 819 abitanti, ubicato nel distretto di Alba, nella regione storica della Transilvania.

## Descrizione
Il comune è formato da un insieme di 18 villaggi: Arieșeni, Avrămești, Bubești, Casa de Piatră, Cobleș, Dealu Bajului, Fața Cristesei, Fața Lăpușului, Galbena, Hodobana, Izlaz, Păntești, Pătrăhăițești, Poienița, Ravicești, Ștei-Arieșeni, Sturu, Vanvucești.
Di particolare interesse la chiesa lignea dedicata all'Assunzione (Înălțarea Domnului), costruita nel 1791 e contenente decorazioni pittoriche eseguite da un maestro di Abrud chiamato Mihai nel 1829; la chiesa fa parte dell'elenco dei monumenti storici redatto dal Ministero della cujltura della Romania nel 2004.
Arieșeni è anche una stazione sciistica abbastanza nota in Romania.

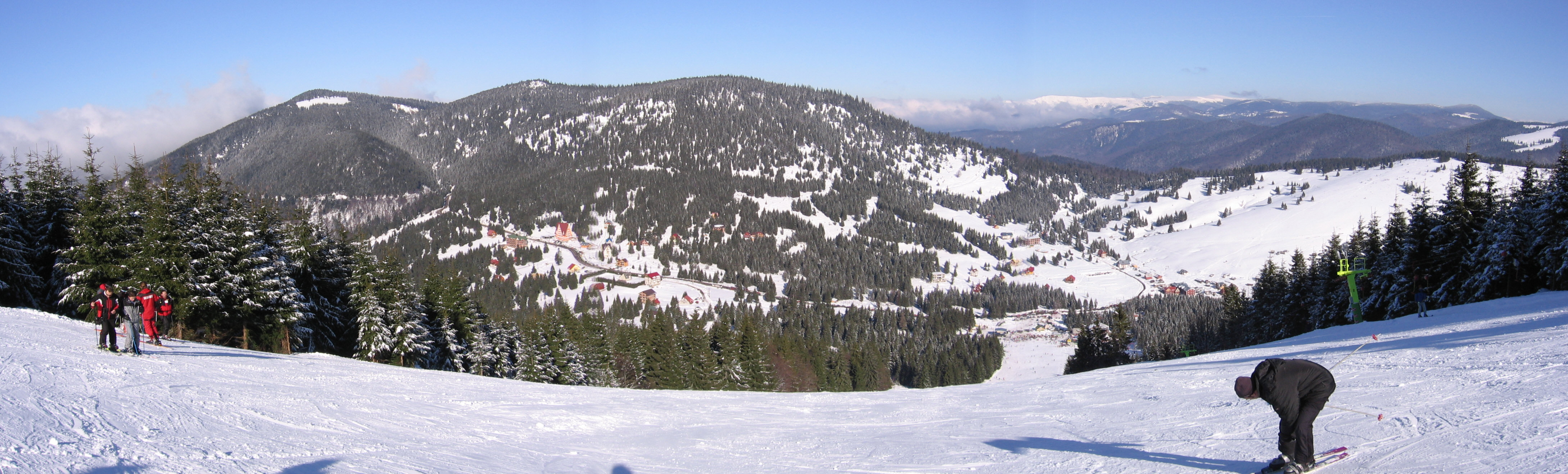
I campi da sci